# Bob Lenarduzzi
Robert Italo "Bob" Lenarduzzi (Vancouver, 1 de maio de 1955) é um ex-futebolista canadense que atuava como defensor.

## Carreira
Iniciou sua carreira prematuramente, em 1970, quando foi contratado pelo Reading, se tornando o primeiro canadense a jogar em uma equipe inglesa.
Seu desempenho (67 partidas e dois gols), considerado bom para os padrões (então amadores) do futebol canadense chamaram a atenção do Vancouver Whitecaps, que militava na extinta NASL. Lenarduzzi jogou por dez anos nos Whitecaps e foi contratado pelo Los Angeles Aztecs, um time norte-americano que praticava futebol indoor. Por lá não foi bem e foi repassado a outro time amador, o Tacoma Stars.
Atuando por esta equipe, Lenarduzzi foi convocado para a Copa de 1986, mas pouco fez para evitar a elminação de seu país na primeira fase do torneio, o único disputado pelo Canadá.
Bob, que saiu dos Canooks em 1987, abandonou a carreira de jogador em 1988, no Vancouver 86ers, outra equipe amadora.